# Nelly Meden
Nelly Meden (1928–2004) est une actrice argentine de cinéma, de théâtre et de télévision.

## Filmographie sélective
- La hostería del caballito blanco (1948)
- Los Secretos del Buzón (1948)
- La serpiente de cascabel (1948)
- La indeseable (1951)
- El conde de Montecristo (1953)
- Le Dernier Chien (1956)
- Todo el año es Navidad (1960)
- Esta tierra es mía (1961)
- Orden de matar (1965)